# فرودگاه گوآلاکو
فرودگاه گوآلاکو (به انگلیسی: Gualaco Airport) یک فرودگاه با کد یاتا GUO است . این فرودگاه در کشور هندوراس قرار دارد .